# Cateye
Cateye (яп. 株式会社キャットアイ) — компанія, яка була заснована в 1954 році в Осаці, Японія. Займається виробництвом велокомп'ютерів, велоліхтарів і відбивачів для велосипедів. Є одним з лідерів і новаторів на ринку велоаксесуарів.
У 1964 році компанія розробила першімиготливі лампи для велосипедів. Також, найперший світлодіодний велоліхтар був розроблений саме CatEye в 2001 році.
У 1981 був випущений перший велокомп'ютер CatEye. Компанія була серед перших, що впровадила в велокомп'ютери функцію альтиметра, датчики серцевого ритму і частоти педалювання. Компанія є світовим лідером в технологіях виробництва лінз і відбивачів.
З головного офісу в Осаці, CatEye керує двома фабриками в Японії і однією в Китаї і є схваленим виробником Міжнародної організації по стандартизації (ISO). CatEye постійно вдосконалює технології з урахуванням всіх екологічних вимог і продовжує оновлювати лінійку велосипедної електроніки, забезпечуючи безпеку і комфорт при їзді на велосипеді. Технології виробництва CatEye перевищують високі державні стандарти, прийняті в США (CPSC), Великій Британії (BS), Європі (ЕСЕ) і Японії (JIS).
Компанія CATEYE була сертифікована ISO 9001 standard — 29 липня 1999 року і ISO 13485:2003 — 27 листопада 2006 року.